# Choloma
Choloma és un municipi del departament de Cortés, a la república d'Hondures. El municipi cobreix una àrea de 471.1 km² i les festes patronals són celebrades en el mes de febrer en honor de la verge de Lorda. Entre els atractius turístics de la zona es troba la llacuna de Ticamaya. Té una població aproximada de 222.828 habitants.
El poblat original de Tholoma va ser situat a prop de Conta i Cholula, pobles indígenes de la riba del riu Balaliama o Choloma, documentat primer en la cinquena carta del conqueridor Hernán Cortés sobre la seva conquesta de la província d'Hondures. En el segle xix es va desenvolupar la indústria de la banana i la següent centúria va ser iniciada el cultiu de la canya de sucre; no obstant això, ambdues plantacions van decaure i els seus habitants es van dedicar a la ramaderia i al cultiu de cítrics i grans bàsics.